# تک‌گرایی
تک‌گرایی (انگلیسی: Singularitarianism) یک جنبش اجتماعی است که با این باور تعریف می‌شود که یک تکینگی فناوری - ایجاد فراهوش - احتمالاً در آینده میانی اتفاق خواهد افتاد، و باید اقدام عمدی انجام داد تا اطمینان حاصل شود که موضوع به نفع انسان است.